# Raymond Martin (Verleger)
Raymond Martin (* 18. März 1953) ist ein deutscher Verleger und Gründer des Volksverlags, der zu den ältesten und bekanntesten deutschen Comic-Verlagen zählte.

## Leben
Raymond Martin wurde am 18. März 1953 als zweites uneheliches Kind einer Berliner Fabrikarbeiterin geboren. Erstmals machte er 1971 von sich reden, als Der Spiegel 1971 in einer Titelgeschichte über die Hippiekommune im fränkischen Kucha berichtete, die von Martin und Freunden 1970 gegründet worden war.
Die Kommune in Kucha verstand sich als deutscher Zweig der amerikanischen Yippie-Bewegung und versuchte möglichst autark auf einem Bauernhof zu leben. Neben eigener Landwirtschaft wurden in Kucha das von Martin 1969 gegründete Underground-Comic-Magazin U-Comix und von 1970 bis 1976 das „Untergrund-Volksblatt“ Päng, Die beste Zeitung der Welt verlegt. Alsbald auch (nicht lizenzierte) Nachdrucke oder selbst initiierte Übersetzungen der Bücher von Timothy Leary, weiterhin eine Vielzahl von Underground Comics jeglicher Art. Für die hauseigenen Produkte schuf man das Label UPN (Undefinierbare Produkte aus Nürnberg). Martin und Kommunarden übersiedelten in einen anderen Hof ins benachbarte Jobstgreuth bei Linden und firmierten dort als UPN-Volksverlag, Linden (später nur noch Volksverlag).
In Päng publizierte Martin Artikel über biologisch-dynamische Landwirtschaft, Haschisch, politische bzw. anarchistische und persönliche Themen, außerdem Fotos, auf denen er und seine wechselnden Partnerinnen zu sehen waren; er veröffentlichte u. a. in der politisch-satirischen Zeitschrift Der Metzger. Päng wurde bis 1976 mehrmals jährlich in einer Auflage von 5000 Stück publiziert. Der Herausgeber und seine Veröffentlichungen machten schnell Furore in der alternativen Szene, so dass Raymond Martin 1973 in der Stuttgarter Zeitung als „Deutschlands schönster und eitelster Revolutionär“ bezeichnet wurde.

## Wirken
In der zweiten Hälfte der 1970er und in der ersten Hälfte der 1980er Jahre hatte Martin mit seinen Comics und zahlreichen Büchern zu Drogen, Ökologie und Bewusstseinsthemen die alternative Presselandschaft deutlich mitgeprägt. Der Plan, Päng mit einer Auflage von 50000 Exemplaren neu zu etablieren, scheiterte allerdings.
Zu Martins erfolgreichsten Comic-Magazinen wurden U-Comix, bei dem er selbst die Chefredaktion innehatte, und mit Schwermetall die deutsche Lizenzausgabe des französischen Magazins Metal Hurlant. U-Comix wurde ab 1980 monatlich veröffentlicht. Bisweilen erreichte das Heft Auflagen von mehreren 10000 Exemplaren. Martin machte dem alternativen deutschen Publikum Comiczeichner wie Robert Crumb, Richard Corben, Moebius oder Gilbert Shelton zugänglich, die inzwischen breite Popularität und legendären Ruf erlangt haben. 1984 war Raymond Martin auf dem ersten Comic-Salon, einer inzwischen traditionsreichen Comic-Fachmesse in Erlangen, noch der alternative Gegenpol zum Marktführer Carlsen Comics. Raymonds Volksverlag wurde jedoch kurz darauf insolvent und von der Alpha-Mediengruppe übernommen.
Raymond Martin ist jedoch bis heute (2006) weiter mit dem Raymond Martin Verlag publizistisch tätig, wohin er auch die Rechte an zahlreichen früheren Veröffentlichungen übernommen hat.
Publikationen von Raymond Martin sind wiederholt ins Visier der Bundesprüfstelle für jugendgefährdende Schriften geraten. Teils waren freizügige erotische Comics Stein des Anstoßes, teils „sozialethische Verwirrung“ durch die Propagierung von Drogen, im Speziellen von halluzinogenen Pilzen. Ihm gelang es mehrfach, durch technisch, aber nicht inhaltlich veränderte Nachdrucke, die Indizierung zu umgehen. So hat er 1991 ein indiziertes Buch über Rauschmittel unbeanstandet in vier Broschüren aufgeteilt neu aufgelegt.
Zu den 2006 aktuellen Projekten Raymond Martins zählte die Pflege des Nachlasses des Malers Mati Klarwein sowie ein Versandhandel für Geschenkartikel, Bücher und Textilien.

## Schriften
- Ich bin gut. Dokumentation eines unnormalen Bewusstseins. Mit einem Vorwort von Henryk M. Broder. UPN-Volksverlag, Linden 1975.
- Mädels. Fotoband. UPN-Volksverlag, Linden 1980.